# Лазар БВТ
Лазар БВТ или Лазар БВТ 8808-СР МРАП (88 стоји за точкаша 8x8, 08 за годину 2008, СР за Србију, МРАП или MRAP је скраћеница за енгл. Mine Resistant Ambush Protected) је назив за први прототип вишенаменског борбеног возила пешадије српске производње, намењеног за транспорт људства, извиђање, патролирање, борбена дејства и хитне интервенције. Возило је развило предузеће Југоимпорт-СДПР током 2008. године као функционални модел, а приказан је уживо на сајму наоружања у Београду 2009. године. Возило је спој борбеног возила пешадије и оклопног аутомобила са интегрисаном заштитом од мина и заштићено од заседних дејстава, а опремљено савременим средствима извиђања и комуникације.
Посада се састоји од возача, командира, нишанџије и 10 чланова укрцног одељења. Војници су окренути ка прозорима, који су израђени од балистичког стакла и могу дејствовати из личног наоружања кроз пушкарнице. Балистичка заштита посаде је остварена применом панцирног челика и стакла који обезбеђује заштиту од калибра 12,7 mm са 100 м (ознака ове класе заштите је III+) са предње стране и класа заштите II са осталих страна. Додатним композитним оклопом се достиже класа заштите V са предње и IV са осталих страна.
Возило је опремљено системом за централну регулацију притиска, а постоји и могућност коришћења гума са продуженом мобилношћу (енгл. run-flat).

## Развој прототипа
Возило је настало као одговор војне индустрије на најаву модернизације и опремање Војске Србије новим оклопним возилима. Конструктори војне индустрије су понудили концепт вишенаменског наоружаног оклопног транспортера точкаша, високог нивоа балистичке и противминске заштите уз велику прегледност из возила.
Искуство из ратова на простору бивше Југославије је показало мане возила из инвентара Југословенске народне армије. На развој новог возила Лазар су утицала искуства америчке војске из ратова у Авганистану и Ираку. Велика рањивост транспортних возила на мине и експлозивна средства утицала је на развој новог концепта у свету: МРАП возила односно система енгл. Mine Resistant Ambush Protected.
Конструктори су у старту предвидели могућност да сем борбеног постоји извиђачко, командно и санитетско возило. Возило није намењено механизованим већ пешадијским јединицама за увођење у зону дејства. Наоружање возила је смештено између управљачког и борбеног одељења и допуштена је модуларност у избору решења: лака купола, модуларна турела или даљински управљана оружна станица. До сада је произведена само варијанта са лаком куполом и спрегнутим топом 20 mm са митраљезом 7,62 mm.
Лазар је у овом сегменту конкуренција сличним борбеним возилима пешадије: финској Патрији, швајцарској Пирани и руском БТР-90. Сем за опремање Војске Србије, Лазар је предвиђен и као извозни подухват.

## Корисници
- — 3 Лазар 2 (до краја 2013)
- — Жандармерија[3], Војска Србије[4]

#### Вести о новом возилу
- „Лазар“, нови српски војни бренд, РТС, 5. фебруар 2009.
- Српски „Лазар“ у Ираку, Политика, 26. јануар 2009.
- Serbian company offers hybrid gun/missile anti-aircraft system Архивирано на веб-сајту  (5. мај 2009), Janes, 1. мај 2009.

### Видео прилози

#### Медији
- Дневник РТ Војводине
- Дневник РТС

#### Презентација конструктора
- Презентација, део 1
- Презентација, део 2